# Природоохранные зоны Молдовы
Заповедные территории Молдовы включают следующие категории:
- Научные заповедники: 5 заповедников площадью более 19 тысяч гектар. Они эквивалентны IUCN категории Ia (строгий природный резерват).
- Национальные парки: существует национальный парк Орхей, созданный в 2013 году[2].
- Памятники природы
- Природные заповедники
- Ландшафтные заказники
- Ресурсные резервы
- Области с многофункциональным управлением
- Водно-болотные угодья международного значения
- Дендрологические сады
- Достопримечательности ландшафтной архитектуры
- Зоологический сад в Кишинёве

## Национальные парки
| Название | Название                 | Площадь      | Основан | Фото | Ссылка                            |
| -------- | ------------------------ | ------------ | ------- | ---- | --------------------------------- |
| 1        | Национальный парк Оргеев | 33 792,09 га | 2013    |      | facebook.com/ParculNationalOrhei/ |

## Научные заповедники
| Название | Название        | Основан | Площадь | Фото |
| -------- | --------------- | ------- | ------- | ---- |
| 1        | Кодры           | 1971    | 5177 га |      |
| 2        | Ягорлык         | 1988    | 836 га  |      |
| 3        | Прутул-де-Жос   | 1991    | 1691 га |      |
| 4        | Плаюл-Фагулуй   | 1992    | 5642 га |      |
| 5        | Пэдуря-Домняскэ | 1993    | 6032 га |      |

## Национальная экологическая сеть
Концепция создания национальной экологической сети была заложена в 1991 году (Комплексная территориальная схема охраны природы в Республике Молдова) и включает следующие основные элементы: 1. природные территории, репрезентативные для структуры биосферы (ядро); 2. экологические коридоры миграции и распространения; 3. реорганизованная "экологическая ткань" (агроценозы); 4. буферные зоны.
Элементами ядра по сути являются природные территории, охраняемые государством, компактные репрезентативные и обладающие высоким жизнедеятельным потенциалом участки природных лесных, степных, пойменных и водно-болотных экосистем.
В обеспечении стабильности всех элементов национальной экологической сети важная роль принадлежит "экологическим тканям" для дополнения агроценозов, предполагающим повышение гетерогенности сельскохозяйственных ландшафтов (путем включения в их состав различных типов биоценотических оазисов), а также создание сети лесных полос, обеспечивающих как взаимосвязь природных экосистем, так и охрану агрофитоценозов.
Компонентами национальной экологической сети, имеющими глобальное значение, являются водно-болотные угодья: зоны разлива Прута в дельте Дуная (биосферный заповедник "Делта Дунэрий") и зона впадения Днестра в Черное море (биосферный заповедник "Ниструл Инфериор"), служащие местообитанием многих видов птиц, совершающих перелеты по направлениям юг-север и восток-запад.
Общеевропейское значение имеют  плавни в верхнем и среднем течении Днестра и Прута, научные заповедники Кодры, Плаюл Фагулуй, Пэдуря Домняскэ, Прутул де Жос, Ягорлык. Национальное значение имеют плавни в поймах рек Рэут, Бык, Ботна и других притоков Днестра и Прута, природные заповедники и репрезентативные ландшафтные участки, озера и большие водохранилища, рекреационные зоны, лесозащитные полосы и биоценотические оазисы в сельскохозяйственных экосистемах.
В степных зонах (Бэлць и Буджак) сохранились очень незначительные островки природной растительности и большинство территорий включено в сельскохозяйственный оборот. В зоне среднего и нижнего течения Днестра и Прута природные экосистемы сохранились, но их функциональность значительно нарушена. В зоне Центральных Кодр и в северной зоне страны доля природных экосистем удовлетворительна и их функциональность относительно оптимальна. Особого внимания требуют ареалы растительных сообществ и ценных местообитаний фауны в плане их восстановления, охраны и организации мониторинга на национальном, региональном и международном уровнях. Основные местообитания видов растений и животных, находящихся под угрозой исчезновения, находятся в научных заповедниках Кодры, Плаюл Фагулуй, Пэдуря Домняскэ, Прутул де Жос, Ягорлык, в лесном массиве "Орхей", в поймах рек и в озерах в среднем и нижнем течении Днестра и Прута.
Анализ распределения и сосредоточения редких видов и флористико-фаунистических комплексов на территории страны, оценка значения путей миграции животных и распространения растений позволили выявить следующие приоритетные зоны сохранения биоразнообразия: Центральные Кодры, Нижний Прут с дельтой Дуная, Средний Прут, Нижний Днестр с северо-западной частью бассейна Черного моря, Средний Днестр.